# Tariana Turia

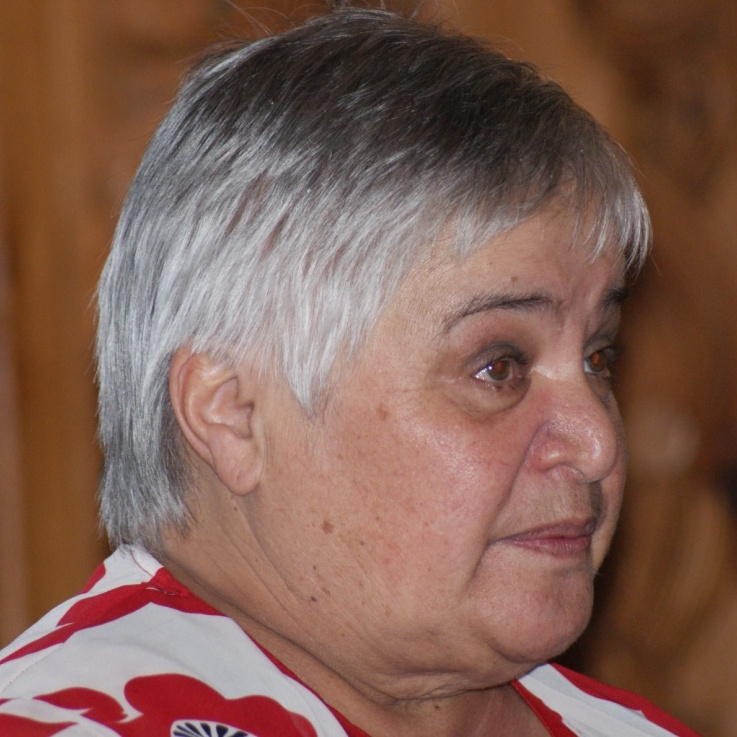
Tariana Turia (2008)

Dame Tariana Turia DNZM (* 8. April 1944 in der Gegend um Whanganui, Neuseeland; † 2. Januar 2025) war eine neuseeländische Politikerin, Gründungsmitglied der Māori Party und von 2004 bis 2014 einer der Co-Leader der Partei.

## Leben und Wirken
Tariana Turia wurde am 8. April 1944 vermutlich in der Gegend um Whanganui geboren. Sie selbst gab über ihre Stammeszugehörigkeit drei Stämme an, Ngāti Apa, Ngā Rauru und Ngāti Tūwharetoa, wogegen andere Quellen meinen: "Auch wenn sie oft mit den Whanganui-Stämmen in Verbindung gebracht wird, so liegen ihre Wurzeln klar in dem Iwi Ngāti Apa".
Sie war seit 1962 verheiratet und hatte 6 Kinder.

### Ausbildung
Über ihre schulische und berufliche Ausbildung ist derzeit nichts bekannt.

### Berufliche Karriere
- Sie war Koordinatorin des Māori Access Trainingsprogramms des Ministry of Māori Affairs,
- arbeitete in dem Māori Affairs Head Office in Wellington,
- war Chief Executive Officer (CEO) der Te Oranganui Iwi Health Authority,
- 1989 war sie Managerin des Whanganui Regional Development Board Trust,
- 1991 Managerin der Whaioranga Iwi Social Services Unit und
- von 1993 bis 1995 Servicevermittlerin des Te Puni Kōkiri in Whanganui.[4]

### Politische Karriere
Tariana Turia kam 1996 über die Liste der Labour Party ins Parlament und wurde Minister of State und in dieser Eigenschaft Associate Minister of Māori Affairs, Associate Minister of Corrections, Associate Minister of Health und Associate Minister of Housing and Associate Minister of Social Services and Employment. Sie hielt ihren Parlamentssitz bis 1999.
Zu den Parlamentswahlen im Juli 2002 gewann sie für die Labour Party den Sitz für das Māori Electorate Te Tai Hauāuru und wurde Minister for the Community and Voluntary Sector, sowie Associate Minister for Māori Affairs, Health, Housing and Social Services.
Nachdem im Jahr 2003 die politische Auseinandersetzung um das sogenannte Foreshore and Seabed begann, bei dem die damalige Labour-Regierung unter Helen Clark die Māori-Stämme dazu bewegen wollte, deren Anspruch auf Besitzrechte des Foreshore and Seabed aufzugeben und dann als Gegenleistung lukrative Rechte an Meeresfarmwirtschaften zu bekommen, wandte sich Tariana Turia gegen ihre eigene Partei und ging einen Konflikt mit Helen Clark ein. Turia gab am 30. April 2004 ihren Rücktritt als Ministerin mit Wirkung zum 17. Mai 2004 bekannt und trat wenig später aus der Partei aus, um mit einer neu gegründeten Māori-Partei, an deren Entstehen sie einen entscheidenden Anteil hatte, die Nachwahl in ihrem Wahlbezirk zu gewinnen. Da Labour für die Nachwahl bewusst keinen Gegenkandidaten aufgestellt hatte, erhielt sie 92,7 % der Stimmen und zog für die Māori Party, die kurz vor der Wahl im Juli 2004 gegründet wurde, als erste Kandidatin der Partei in das Parlament ein.
Mit Gründung der Partei wurde Tariana Turia neben Pita Sharples zur gleichberechtigten Vorsitzenden der Partei gewählt. Nachdem die Māori Party in den Parlamentswahlen 2008 ihre Sitze auf fünf erhöhen konnte, machte der gewählte Premierminister John Key von der National Party der Māori Party ein Angebot zur Regierungsbeteiligung. Die Māori Party nahm – trotz erheblicher Vorbehalte und Bedenken – das Angebot an, lehnte aber eine Kabinettsbeteiligung ihrer Minister ab.
Turia wurde 2008
- Minister for the Community and Voluntary Sector
- Minister for Disability Issues
- Minister Responsible for Whanau Ora
- Associate Minister of Health
- Associate Minister for Social Development and Employment [9]